# Гран-при Венесуэлы
Гран-при Венесуэлы (исп. Grand Prix de Venezuela) — шоссейная однодневная велогонка, прошедшая по территории Венесуэлы в 2016 году.

## История
Гонка прошла единственный раз в середине мая 2016 года в рамках Женского мирового шоссейного календаря UCI на основании которого проводилось распределение квот для женкой шоссейной гонки на предстоящих Олимпийских играх 2016 года в Рио-де-Жанейро.
Она была проведена после Кубка ФВВ, Классики ФВВ и Гран-премио Венесуэлы.
Маршрут гонки был проложен в городе Баркисимето (штат Лара) по Авеню Эрмано Нектарио Мария вдоль реки Рио-Турбио. Он представлял собой круг протяжённостью 9,260 км который преодолевали 9 раз. Общая протяжённость дистанции составила 83,340 км.
Победительницей стала бразильянка Клемильда Фернандеш.

## Призёры
| Год  | Победитель          | Второй         | Третий          |
| ---- | ------------------- | -------------- | --------------- |
| 2016 | Клемильда Фернандеш | Дженифер Сезар | Ингрид Дрексель |